# Pariahuanca (distrito de Carhuaz)
Pariahuanca é um distrito peruano localizado na Província de Carhuaz, departamento Ancash. Sua capital é a cidade de Parihuanca.

## Transporte
O distrito de Pariahuanca não é servido pelo sistema de estradas terrestres do Peru.